# Giovanni Marongiu (1937)
Giovanni Marongiu (Torino, 28 marzo 1937 – Genova, 16 febbraio 2021) è stato un avvocato e politico italiano.

## Biografia
Trasferitosi a Genova in tenera età, presso la locale Università si era laureato in giurisprudenza  nel 1960, con 110 e lode, ed in seguito è stato professore di diritto tributario. Ha svolto inoltre la professione di avvocato tributarista, per la quale era considerato tra i più noti d'Italia. A lungo si è occupato anche di storia della politica fiscale in Italia, dal Risorgimento  alla Repubblica.
Nel 1996 venne eletto alla Camera dei Deputati con Rinnovamento Italiano e durante il governo Prodi I fu sottosegretario di Stato alle finanze. Nel gennaio 1999 passò ai Federalisti Liberaldemocratici e Repubblicani. Concluse il proprio mandato parlamentare nel 2001.

## Opere
- Storia del Fisco in Italia, Einaudi, 1995
- Storia dei tributi degli enti locali, Cedam, 2001
- La politica fiscale nella crisi di fine secolo (1896-1901), Istituto per la storia del Risorgimento italiano, 2002
- Una storia fiscale dell'Italia repubblicana, Giappichelli, 2017